# (18290) Sumiyoshi
(18290) Sumiyoshi est un astéroïde de la ceinture principale.

## Description
(18290) Sumiyoshi est un astéroïde de la ceinture principale. Il fut découvert le 18 février 1977 à Kiso par Hiroki Kosai et Kiichiro Hurukawa. Il présente une orbite caractérisée par un demi-grand axe de 2,32 UA, une excentricité de 0,09 et une inclinaison de 6,7° par rapport à l'écliptique.